# Аріанна Барб'єрі
Аріанна Барб'єрі (італ. Arianna Barbieri, 23 лютого 1989) — італійська плавчиня.
Учасниця Олімпійських Ігор 2012 року.
Призерка Чемпіонату Європи з водних видів спорту 2012 року.